# Parafia Matki Boskiej Częstochowskiej i św. Kazimierza na Brooklynie
Parafia Matki Boskiej Częstochowskiej i św. Kazimierza na Brooklynie (ang. Our Lady of Czestochowa – St. Casimir Parish) – parafia rzymskokatolicka położona w dzielnicy Brooklyn, Williamsburg, w stanie Nowy Jork w Stanach Zjednoczonych.
Jest ona wieloetniczną parafią w diecezji Brooklyn, z mszą św. w j. polskim dla polskich imigrantów.
Ustanowiona w 1896 roku i dedykowana Matce Boskiej Częstochowskiej.
Parafia św. Kazimierza w Brooklyn powstała w 1975 roku. W 1980 roku została włączona w parafię Matki Boskiej Częstochowskiej, a kościół został zamknięty.